# Charles Downing
Pour les articles homonymes, voir Downing.
Charles Downing, né le 9 juillet 1802, à Newburgh, New York et mort le 18 janvier 1885, est un horticulteur et un auteur américain, expert en pomologie.

## Biographie
Quoique moins connu du public que son frère Andrew Jackson Downing, il gagne une réputation pour son travail de création en pomologie. Son goût pour les activités horticoles fut stimulé par son père, Samuel Downing, lui-même pépiniériste. À la mort de son père en 1822, il lui succède à la tête de l'entreprise.
Vers 1850, il abandonne l'activité commerciale de sa pépinière et se consacre, jusqu'à la fin de sa carrière, à de vastes expériences avec les variétés de fruits. Il veut faire de son activité une véritable science. Le verger test qu'il a développé contient des arbres et des greffes de plus de 1800 variétés de pommes, 1000 de poires, et d'autres fruits en quantité aussi importante.
Il aide son frère dans la préparation de "The Fruits and Fruit Trees of America" (1845) et, après la mort de celui-ci, réédite plusieurs fois l'ouvrage, en y ajoutant de nouveaux éléments jusqu'à ce que l'œuvre double de volume. Andrew avait fait de la publication de ce livre le meilleur du genre aux États-Unis ; Charles par ses ajouts et modifications en a fait une œuvre de référence internationale. Il a également écrit de nombreux articles sur des sujets horticoles sous les initiales "CD". 
Il prend sa retraite mais reste un membre actif des sociétés d'horticulture. Il est renversé par une voiture en 1883 à New York  et ne se remet jamais complètement de ses blessures. Il meurt deux ans plus tard.

## Publications
- The Fruits and Fruit Trees of America - l'édition de 1856 en texte intégral sur Google Books.